# Ядерна фізика
Я́дерна фі́зика — розділ фізики, який вивчає структуру і властивості атомних ядер, та механізми ядерних реакцій (зокрема, радіоактивний розпад).
Основним завданням ядерної фізики є з’ясування природи ядерних сил, що діють між нуклонами – складовими частинками ядер, і особливості руху нуклонів у ядрі. 
Теоретичною основою ядерної фізики є квантова теорія.
Задачі, що виникають у ядерній фізиці — це типовий приклад задач декількох тіл. Ядра складаються з нуклонів (протонів і нейтронів). У типових ядрах містяться десятки та сотні нуклонів. Це число дуже велике для точно розв'язуваних задач, але все ж дуже мале для того, щоб можна було користуватися методами статистичної фізики. Це і зумовило велике розмаїття моделей атомних ядер.

## Загальні відомості про ядра
Число протонів у ядрі (число заряду, також порядковий номер елементу) заведено позначати через Z, число нейтронів — через N. Їх сума A = Z + N називається масовим числом ядра. Атоми з однаковим Z (тобто атоми одного і того ж елементу), але з різними N називаються ізотопами, з однаковими A, але з різними Z — ізобарами, з однаковими N, але з різними Z — ізотонами.
Основна відмінність між протоном і нейтроном полягає в тому, що протон — заряджена частинка, заряд якої e = 4,803×10−10 од. СГС = 1,602×10−19 Кл. Це елементарний заряд, чисельно рівний заряду електрона. Нейтрон же, як і свідчить його назва, електрично нейтральний. Спіни протона і нейтрона однакові і рівні спіну електрона, тобто 1/2 (в одиницях зведеної сталої Планка {\displaystyle \hbar }). Маси протона і нейтрона майже однакові: 1836,15 і 1838,68 мас електрона відповідно.
Протон і нейтрон не є елементарними частинками. Вони складаються з двох типів кварків — d-кварка із зарядом −1/3 і u-кварка із зарядом +2/3 від елементарного заряду е. Протон складається з двох u-кварків і одного d-кварка (сумарний заряд +1), а нейтрон з одного u-кварка і двох d-кварків (сумарний заряд — 0). Вільний нейтрон — частинка нестабільна. Він розпадається через 15 хвилин після свого виникнення на протон, електрон і антинейтрино (див. Бета-розпад нейтрона). У ядрі нейтрон знаходиться в глибокій потенційній ямі, тому його розпад може бути заборонений законами збереження.

## Методи дослідження та підрозділи
Вивчення будови ядра та його складових елементів можливе тільки за допомогою вивчення ядерних реакцій. Для проведення ядерних реакцій необхідні засоби прискорення й детектування частинок. Тому невід'ємними підрозділами ядерної фізики є фізика прискорювачів і фізика детекторів.
Радіаційна фізика та радіаційне матеріалознавство є міждисциплінарними підрозділами фізики, які вивчають вплив ядерного випромінювання на властивості опромінених речовин і методи модифікації властивостей матеріалів за допомогою опромінення.

## Значення
Ядерна фізика має принципове значення для багатьох розділів астрофізики (первинний нуклеосинтез, термоядерні реакції в зорях як під час життя на головній послідовності, так і при сході з неї), і, очевидно, для ядерної енергетики.

## Історія

### Відкриття радіоактивності

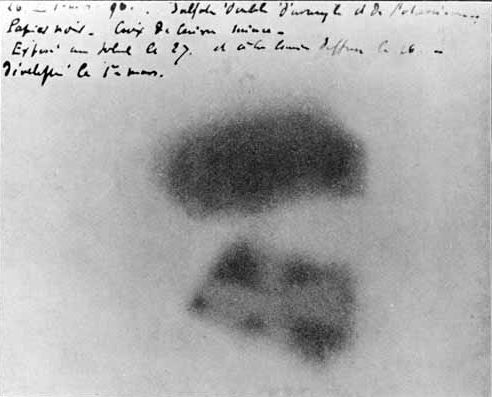
Фотографічна пластинка Беккереля

Перше явище з області ядерної фізики було відкрите 1896 року Анрі Беккерелем. Це природна радіоактивність солей урану, що виявляється у спонтанному випромінюванні невидимого проміння, здатного викликати іонізацію повітря і почорніння фотоемульсій. Через два роки П'єр Кюрі і Марія Склодовська-Кюрі відкрили радіоактивність торію і виділили з солей урану полоній і радій, радіоактивність яких виявилася в мільйони раз сильнішою за радіоактивність урану і торію.
Детальне експериментальне вивчення радіоактивних випромінювань було проведено Резерфордом. Він показав, що радіоактивні випромінювання складаються з трьох типів проміння, названих, відповідно α—, β— і γ-променями. Бета-промені складаються з негативних електронів, альфа-промені — з позитивно заряджених частинок (альфа-частинок, які, як з'ясувалося дещо пізніше, є ядрами гелію-4), гамма-промені аналогічні променям Рентгена (не мають заряду), тільки значно жорсткіші, тобто з меншою довжиною хвилі.

### Відкриття атомних ядер

Схема експерименту, завдяки якому була встановлена будова атому

У 1911—1913 році Резерфорд разом з Гансом Гейгером і Ернестом Марсденом проводять експеримент з обстрілювання альфа-частинками золотої фольги, завдяки якому стало зрозуміло, що більша частина маси атому сконцентрована в його ядрі, а електрони обертаються навколо нього. Така модель отримала назву планетарної.
Паралельно з теорією атомного ядра, розвивалася квантова теорія. 1900 року була опублікована робота Макса Планка, присвячена тепловому випромінюванню тіл. Ця робота стала першою, у якій було висловлене припущення про те, що енергія може випромінюватися лише порціями, квантами. Саме квантова теорія дозволила позбутися суперечностей у планетарній моделі Резерфорда, згідно з якими електрони мали б дуже швидко впасти на ядра, що привело до появи у 1913 році атомної моделі Бора.

### Відкриття ядерних реакцій
У 1919 році, продовжуючи експерименти з альфа-частинками, Резерфорд відкрив, що при бомбардуванні азоту альфа-частинками, з нього вилітають позитивно заряджені частинки, маса яких майже в 2000 разів більша за масу електронів. Пізніше було показано, що позитивно заряджені частинки вилітають і з інших атомів. Ці частинки отримали назву протони. Ядерна реакція з азотом, що її спостерігав Резерфорд, може бути записана як
14N + α → 17O + p
Ця реакція була першим доведеним випадком перетворення одного елементу на інший.
Також, завдяки цим експериментам було доведено, що атомні ядра не є елементарними, а протони були ідентифіковані як їх складові частини.
У 1928 році Георгієм Гамовим, Рональдом Генрі та Едвардом Кондоном була створена модель альфа-розпаду, яка базувалася на припущенні, що альфа-частинка постійно знаходиться всередині ядра, а ймовірність альфа-розпаду визначається ймовірністю того, що альфа-частинка пройде через кулонівський бар'єр. Ця модель пояснювала сильну залежність ймовірності розпаду від енергії альфа-частинки. Таким чином, це була перша якісна теорія, що пояснювала динаміку ядерних трансмутацій.
У 1934 Джон Кокрофт і Ернст Волтон винайшли перший прискорювач заряджених частинок, що дозволило досліджувати ядерні реакції, що запускаються частинками з енергією вищою, ніж мають альфа-частинки.

### Відкриття нейтронів
Довгий час вважалося, що ядро складається з протонів і електронів. Проте така модель знаходилася в суперечності з експериментальними фактами, щодо спінів і магнітних моментів ядер. 1930 року, під час опромінення альфа-частинками берилієвої фольги, було зафіксовано випромінювання з великою проникністю, що складалося з нейтральних частинок. 1932 року Джеймс Чедвік показав, що це випромінювання складається з невідомих раніше частинок, що отримали назву нейтрони. Після цього, Дмитро Іваненко і Вернер Гейзенберг незалежно висловили припущення, що нейтрони є складовими частинами ядер, що пізніше отримало експериментальні підтвердження. Протон і нейтрон отримали загальну назву нуклонів.

### Відкриття ядерних сил
Протони мають заряд одного знаку, тому на них діють великі кулонівські сили, що намагаються виштовхнути їх з ядер. Той факт, що, попри це, ядра не розпадаються, показує, що між нуклонами існує й інша, ще сильніша взаємодія, що утримує їх разом. Ця взаємодія отримала назву сильної. У 1934—1937 роках Хідекі Юкава створив мезонну модель ядерних сил, побудована на припущенні про те, що нуклони обмінюються ще не відкритими частинками, які було названо пі-мезони. Модель Юкави підтвердилася у 1949 року.

### Різноманіття ядерних реакцій
У 1930-ті роки ядерна фізика активно розвивалася, і було відкрито багато нових процесів, що відбуваються в ядрах: Фредерік і Ірен Жоліо-Кюрі відкривають штучну радіоактивність, Енріко Фермі досліджує ядерні реакції, викликані нейтронами, у 1939 році німецькі фізики Отто Ган і Фріц Штрассман відривають явище поділу ядра урану під дією нейтронів, а у 1940 році Олексій Фльоров і Константин Петржак відкрили спонтанний поділ ядра.

### Ядерна зброя

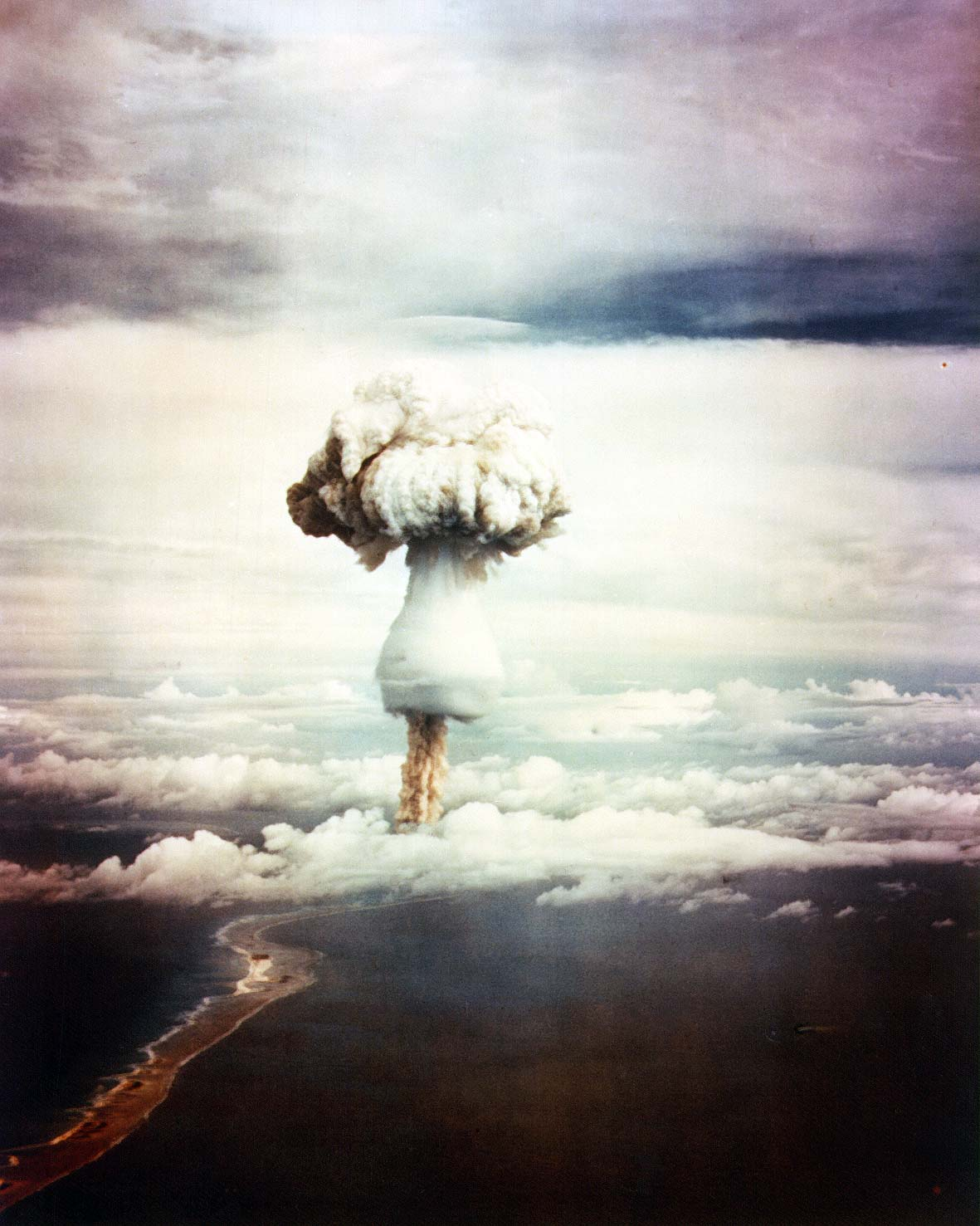
Ядерний гриб, що утворився після випробувань ядерної бомби «Джордж»

Друга світова війна призвела до спроб знайти військове застосування величезним енергіям, що містило в собі атомне ядро. Відкриття у 1939 році ланцюгової ядерної реакції спонукало великі держави до досліджень урану як джерела такої енергії. Програма Сполучених Штатів Америки під кодовою назвою «Мангеттенський проєкт» під керівництвом Роберта Оппенгеймера першою досягла успіху, створивши діючу атомну бомбу під назвою «Трініті», випробовування якої стало першим в історії. Створенні пізніше атомні бомби «Малюк» і «Товстун» були використані під час війни проти Японії, і скинуті на Хіросіму і Нагасакі. Цей епізод є, наразі, єдиним випадком використання ядерної зброї у воєнних цілях.
Німецька ядерна програма розвивалася паралельно з американською, але, через падіння режиму Гітлера, так і не була доведена до кінця.
Радянський атомний проєкт був повільнішим, і багато в чому спирався на американський, тому СРСР провела перші ядерні випробування лише у 1949 році. Наступні кілька десятиліть супроводжувалися активним нарощуванням ядерних арсеналів. Цей час отримав назву «Холодна війна».
Також, ядерну зброю розробили деякі інші країни: Китай, Велика Британія, Франція, Індія, Пакистан, ПАР, і, ймовірно, Ізраїль та Північна Корея. У наш час ядерні випробовування, а також виробництво атомної зброї країнами, що її не мають, заборонене договором про нерозповсюдження ядерної зброї 1968 року.

### Атомна енергетика
Вперше, ядерний реактор, що виробляє енергію за рахунок ланцюгової реакції був продемонстрований у 1942 році групою фізиків під керівництвом Енріко Фермі, і називався «Чиказька дровітня». Коефіцієнт розмноження нейтронів у цьому реакторі дорівнював 1,0006 завдяки чому, хоча потужність реактора і зростала експоненційно, час її подвоювання становив близько хвилини. Максимальна потужність реактора склала близько половини вата.
Перша у світі атомна електростанція була побудована в СРСР в 1954 році в місті Обнінськ, Калузької області, і виробляла 5 мегават енергії.
У 2014 році атомні електростанції виробили приблизно 5 % усієї спожитої людством енергії.

### Термоядерний синтез

Схема термоядерної реакції літію-6 і дейтерію

Ідея про те, що при об'єднанні легких ядер у важкі виділяється енергія була висловлена ще в 1920 році Артуром Едінгтоном, який припустив, що саме цей процес є джерелом енергії для зірок (детально цей механізм був описаний Гансом Бете у 1939 році), а у 1934 році така реакція (злиття ядер дейтерію з утворенням тритію або гелію-3) була проведена Марком Оліфантом.
Атомні перегони між СРСР і США спонукали активні дослідження ядерного синтезу, як джерела енергії. Військове застосування ці процеси знайшли у водневій бомбі, перша з яких була випробувана у 1952 році.
Проте, на відміну від реакції поділу урану, що вже через кілька років після винайдення атомної бомби була використана в атомних електростанціях, реакція синтезу не використовується на практиці і дотепер. Хоча перший водневий реактор, що працює на реакції синтезу (токамак Т-1) був створений ще у 1950 році в СРСР, протягом наступних десятиліть численні проблеми, пов'язані зі стабільністю та співвідношенням затраченої й отриманої енергії так і не були розв'язані до кінця, попри мільярдні інвестиції.
Наразі, проєкт Міжнародного експериментального термоядерного реактора (ITER), що будується у Франції, може стати першим, що буде мати позитивний енергетичний баланс. Його запуск заплановано у 2025 році.

### Важкі баріони та відкриття кварків
Завдяки використанню прискорювачів, у 1947 році були відкриті так звані «дивні» частинки, а пізніше — чарівні, і красиві. Відкриття антипротона та антинейтрона у 1955—1956 роках довело, що кожен баріон (такий, як протон чи нейтрон) має власну античастинку з протилежним значенням електричного заряду, магнітного моменту та баріонного числа. Загальна кількість відомих баріонів активно збільшувалася з розвитком експериментів на прискорювачах, але при цьому, вони природно об'єднувалися в родини зі схожими властивостями, що дозволило припустити, що ці частинки не є елементарними. Пізніші дослідження підтвердили цю гіпотезу: було продемонстровано, що розподіл електричного заряду всередині протона не є рівномірним — у ньому виділяється деяка внутрішня структура. Такі структурні елементи отримали назву партонів.
У 1964 році Маррі Гелл-Манн і Джордж Цвейг розробили теорію кварків. Згідно з нею, кожен баріон складається з трьох частинок, що отримали назву «кварків». Антибаріони складаються з трьох антикварків, а мезони — з одного кварка та одного антикварка. Кварки мають електричний заряд +2/3 або −1/3 (антикварки, відповідно, −2/3 та +1/3), і спеціальні квантові числа, що були названі ароматом і кольором. Кварки не можуть покинути адрон, (цей стан отримав назву конфайнмент), і тому нецілі заряди ніколи не спостерігаються в експерименті. Ядерна взаємодія Юкави між протонами та нейтронами в цьому описі виявлялася лише відголосом сильної взаємодії між кварками, так само як Сили Ван дер Ваальса є відголосом електромагнітних.
Таким чином, всі баріони виявлялися комбінаціями п'яти кварків (антибаріони — їх антикварків). Шостий — t-кварк, через свою короткоживучість не встигає утворити адрони. Кваркова модель адронів поклала початок Стандартній моделі фізики елементарних частинок.

### Штучні елементи
Довгий час вважалося, що уран, 92-й елемент, є найважчим серед наявних, але у 1940 році було синтезовано елемент номер 93, що отримав назву нептуній і був першим штучно синтезованим елементом. Того ж року було синтезовано плутоній. Протягом наступних років, були синтезовані ще кілька десятків елементів.
На 2016 рік, найважчим з трансуранових елементів є оґанесон, елемент номер 118, синтезований у 2002 році в Дубні.